# Little Mary Sunshine
Little Mary Sunshine is een Amerikaanse dramafilm uit 1916 onder regie van Henry King. De film werd destijds in Nederland uitgebracht onder de titel Zonnestraaltje.

## Verhaal
Na de dood van haar moeder gaat de 3-jarige Mary op zoek naar een plekje om te slapen. Juist op hetzelfde ogenblik verbreekt Sylvia Sanford haar verloving met Bob Daley. De kleine Mary zoekt troost bij Bob.

## Rolverdeling
| Acteur             | Personage         |
| ------------------ | ----------------- |
| Marie Osborne      | Mary              |
| Henry King         | Bob Daley         |
| Marguerite Nichols | Sylvia Sanford    |
| Andrew Arbuckle    | Vader van Bob     |
| Mollie McConnell   | Moeder van Sylvia |